# 缪合林
缪合林（1951年7月—），男，汉族，湖北鄂州人，中华人民共和国政治人物，中国共产党党员。南京农业大学干部管理学院农业经济专业毕业，大学专科学历。

## 生平
历任共青团湖北省黄冈地委书记，中共罗田县委书记，共青团湖北省委副书记、书记，中共荆门市委副书记、代市长、市长、市委书记，湖北省委宣传部副部长等职。1998年5月获任中共湖北省委常委，9月兼任宣传部部长。2002年6月因被发现硕士文凭造假而免职。2003年5月至2008年2月复出担任中共南京市委副书记，2008年1月至2013年1月出任南京市政协主席。